# Marc Bossuyt
Marc Bossuyt, barone Bossuyt (Gand, 9 gennaio 1944), è un magistrato e docente belga, ex giudice della Corte costituzionale del Belgio.

## Biografia

### Studi e docenza universitaria
Bossuyt ha conseguito un Dr.iur (LLM) presso l'Università di Gand nel 1968, un Certificate of international relations presso l'Università Johns Hopkins a Bologna nel 1969 e un dottorato di ricerca in scienze politiche presso il Graduate Institute of International Studies nel 1975. È professore di diritto internazionale all'Università di Anversa.

### Giudice della Corte costituzionale
È stato nominato alla Corte costituzionale da Decreto Reale il 28 gennaio 1997. Dal 9 ottobre 2007 fino alla sua pensione Bossuyt è stato presidente del gruppo linguistico olandese della Corte costituzionale del Belgio. Dopo aver raggiunto l'età pensionabile obbligatoria di 70 anni, Bossuyt si ritirò dalla corte e divenne presidente emerito.
Bossuyt era un membro del Comitato delle Nazioni Unite per l'eliminazione della discriminazione razziale (2000-2003, 2014-oggi).

### Altri incarichi ricoperti
È stato nominato esperto dal governo sulla questione del Patto di migrazione.